# Jack Flaherty
Pour les articles homonymes, voir Flaherty.
Jack Flaherty (né le 15 octobre 1995 à Burbank, Californie, États-Unis) est un lanceur droitier des Cardinals de Saint-Louis de la Ligue majeure de baseball.

## Carrière
Jack Flaherty est le 34e athlète choisi par un club du baseball majeur lors du repêchage amateur de 2014. Deuxième joueur choisi au premier tour par les Cardinals de Saint-Louis, Flaherty est une sélection que les Cardinals possèdent en compensation pour le départ vers les Yankees de New York de leur ancien joueur Carlos Beltrán, perdu sur le marché des agents libres après la saison 2013. Le jeune joueur de l'école secondaire Harvard-Westlake High de Los Angeles renonce à un engagement à l'université de Caroline du Nord pour signer un premier contrat professionnel avec Saint-Louis, ce qui lui vaut une prime de 2 millions de dollars.
Il fait ses débuts dans le baseball majeur avec les Cardinals de Saint-Louis le 1er septembre 2017 comme lanceur partant face aux Giants de San Francisco.